# Sparasion arion
Sparasion arion är en stekelart som beskrevs av Kononova och Pyotr N.Petrov 2001. Sparasion arion ingår i släktet Sparasion och familjen Scelionidae. Inga underarter finns listade i Catalogue of Life.